# Clare Valley (St. Vincent und die Grenadinen)
Clare Valley ist ein Ort auf der Insel St. Vincent, die dem Staat St. Vincent und die Grenadinen angehört. Der Ort liegt an der Südwestküste der Insel an der Bucht Anse Cayenne und gehört zum Parish Saint Andrew. 